# Laos en los Juegos Olímpicos de Seúl 1988
Laos estuvo representado en los Juegos Olímpicos de Seúl 1988 por tres deportistas, dos hombres y una mujer, que compitieron en dos deportes.
El portador de la bandera en la ceremonia de apertura fue el atleta Sitthixay Sacpraseuth. El equipo olímpico laosiano no obtuvo ninguna medalla en estos Juegos.